# Dicrostonyx nunatakensis
Dicrostonyx nunatakensis is een zoogdier uit de familie van de Cricetidae. De wetenschappelijke naam van de soort werd voor het eerst geldig gepubliceerd door Youngman in 1967.